# Kopîstîrîn, Șarhorod
Kopîstîrîn (în ucraineană Копистирин) este o comună în raionul Șarhorod, regiunea Vinnița, Ucraina, formată numai din satul de reședință.

## Demografie
Componența lingvistică a satului Kopîstîrîn
     Ucraineană (99,2%)
     Alte limbi (0,8%)
Conform recensământului din 2001, majoritatea populației satului Kopîstîrîn era vorbitoare de ucraineană (99,2%), existând în minoritate și vorbitori de alte limbi.